# IFK Klagshamn
IFK Klagshamn er en svensk fodboldklub fra Klagshamn i Skåne. Klubbben blev grundlagt den 9 oktober 1921 af tolv unge mænd og fik navnet "idrottsföreningen Kamraterna Klagshamn" eller i daglig tale IFK Klagshamn. Klubben er hjemhørende i landsbyen Klagshamn i Malmö Kommune ca. 5 km syd for Øresundsbroen. Klubbens baner ligger ved strandengen ud til Øresund. IFK Klagshamn har i dag ca. 800 medlemmer og har hold for begge køn både ungdoms og seniorafdelingen. Det bedste herrehold spiller i 5. Division Södra.
| Fodbold | Spire Denne artikel om en fodboldklub er en spire som bør udbygges. Du er velkommen til at hjælpe Wikipedia ved at udvide den. |